# Frappes de missiles du 13 janvier 2021 en Syrie
 (signalé en août 2025).
Si vous disposez d'ouvrages ou d'articles de référence ou si vous connaissez des sites web de qualité traitant du thème abordé ici, merci de compléter l'article en donnant les références utiles à sa vérifiabilité et en les liant à la section « Notes et références ».
- Archive Wikiwix
- Bing
- Cairn
- DuckDuckGo
- E. Universalis
- Gallica
- Google
- G. Books
- G. News
- G. Scholar
- Persée
- Qwant
- (zh) Baidu
- (ru) Yandex
- (wd) trouver des œuvres sur Wikidata

Guerre civile syrienne
Batailles
Confrontations israélo-syriennes pendant la guerre civile syrienne
- Tiyas (10 février 2018)
- Tiyas (9 avril 2018)
- Lattaquié (17 septembre 2018)
- Deir ez-Zor (13 janvier 2021)
- Consulat iranien de Damas (1er avril 2024)

Les frappes de missiles du 13 janvier 2021 en Syrie sont une vague de frappes aériennes menées par l'armée de l'air israélienne sur plusieurs cibles liées à l'Iran dans le gouvernorat de Deir ez-Zor le 13 janvier 2021.

## Frappes aériennes
Selon l'agence de presse d'État syrienne SANA, des avions israéliens ont mené une attaque aérienne à 1 h 10 du matin sur la ville de Deir ez-Zor et le district d'Abu Kamal (en). Les frappes visaient des dépôts d'armes et des positions militaires appartenant à la brigade des Fatimides. L'Observatoire syrien des droits de l'homme a confirmé que plus de 18 frappes avaient frappé la région. Les premiers rapports mentionnent un bilan de 23 morts et environ 30 blessés. Plus tard ce jour-là, le nombre de morts a été ajusté à 57,dont 14 forces du régime syrien, 16 membres des milices irakiennes et 11 combattants soutenus par l'Iran. Les frappes israéliennes dans la ville de Deir ez-Zor et de Mayadine ont détruit les entrepôts d'armes et le siège. À Boukamal, des positions militaires et des dépôts de munitions ont été visés.
Il s'agit des frappes aériennes les plus meurtrières menées par l'armée de l'air israélienne sur l'est de la Syrie depuis le début du conflit. Des observateurs ont averti qu'Israël et les États-Unis multiplieraient les attaques contre l'Iran dans les derniers jours de l'administration Trump, qui a apporté un soutien sans précédent au gouvernement du Premier ministre israélien Benyamin Netanyahou. Les fonctionnaires américains ont confirmé que les frappes avaient été menées avec des renseignements fournis par les États-Unis. Selon un responsable, le secrétaire d'État américain Mike Pompeo a discuté des frappes aériennes deux jours plus tôt avec Yossi Cohen, chef de l'agence d'espionnage israélienne du Mossad, à Washington DC.

## Conséquences
L'Observatoire syrien des droits de l'homme a rapporté le 15 janvier que les factions soutenues par l'Iran avaient commencé à se redéployer dans les villes de Mayadine et de Boukamal, ainsi que le long de la frontière syro-irakienne. Selon les observateurs de la région, les milices ont changé de position et ont commencé à redéployer des véhicules dans différents quartiers de Mayadine.

## Réactions
- Iran : Un commandant adjoint de la Force Al-Qods des Corps des Gardiens de la révolution islamique, Ahmad Karimkhani, a rejeté certains rapports et a nié le meurtre de membres du Corps des Gardiens de la révolution islamique et de la brigade des Fatimides lors des raids, les qualifiant de "fausse propagande". Il a ajouté que les attaques israéliennes contre les positions des forces du Corps des Gardiens de la révolution islamique sur la Syrie feront face à une réaction sévère.
- Israël : Le ministre israélien de la Défense, Benny Gantz, a déclaré d'une manière générale qu'Israël "restera vigilant sur toutes nos frontières". Il a en outre réaffirmé qu'Israël prendrait des mesures contre quiconque tenterait de les défier, qu’ils soient proches ou éloignés. "Nous ne sommes pas assis et n'attendons pas.", A-t-il ajouté. Le ministre des Affaires des colonies, Tzachi Hanegbi, a déclaré qu'"Israël est déterminé à empêcher l'implantation militaire iranienne en Syrie".
- : Le commandant de la brigade des Fatimides a nié que l'un de leurs combattants ait été tué lors des frappes, soulignant que seules les positions de l'armée syrienne ont été touchées. Par conséquent, il a qualifié de fausses les affirmations publiées par les médias occidentaux.

## Crédit de traduction
- (en) Cet article est partiellement ou en totalité issu de l’article de Wikipédia en anglais intitulé « Syria missile strikes (January 2021) » (voir la liste des auteurs).